# Vespasiano Corrêa
Vespasiano Corrêa is een gemeente in de Braziliaanse deelstaat Rio Grande do Sul. De gemeente telt 1.967 inwoners (schatting 2009).